# Estero Chacabuco
El Estero Chacabuco es un pequeño curso de agua ubicado en la comuna de Lampa, en la Región Metropolitana de Santiago, Chile.
El estero nace del embalse Huechún, atravesando unos 11 km antes de desembocar, junto al estero Polpaico, o Tiltil, en el estero Lampa.

## Caudal y régimen
La red de cursos de agua de la zona, la componen los esteros Chacabuco, Santa Margarita (De La Cuesta en el mapa de Risopatrón), Quilapilún, Peldehue y Tiltil, pero sus recursos propios son prácticamente nulos, mostrando escorrentía sólo después de lluvias intensas que superen su capacidad de infiltración. El estero Quilapilún tiene un flujo proveniente del deshielo de la nieve acumulada en la zona alta de su hoya aportante y afloramientos de agua subterránea captados en una galería artificial.: 12 
Este estero recibe aguas desde la cuenca del río Aconcagua a través del Canal Chacabuco-Polpaico.: 12